# 視覚と色彩について
『視覚と色彩について』（しかくとしきさいについて、独: Über das Sehen und die Farben）は、1816年に刊行されたドイツの哲学者アルトゥル・ショーペンハウアーの著書。

## 概要
科学的論文である本書は、色彩についてのニュートンの主題を排撃して、ゲーテの方式を称賛するとともに、ゲーテが資料として収集したものを理論づける目的で書かれたものとされている。

## 構成
- 第二版へのまえがき
- 序文

- 第一章　視覚について

- - 第一節　直観を理解すること。悟性と理性との区別ならびに仮象と誤謬との区別。動物のもつ性格としての認識。これまで述べてきたことすべての眼で見ることへの適用[注釈 1]。

- 第二章　色彩について

- - 第二節　網膜の完全な活動
  - 第三節　強度によって分けられた網膜の活動
  - 第四節　広がりによって分けられた網膜の活動
  - 第五節　質的に分けられた網膜の活動
  - 第六節　網膜の両極性ならびに両極性一般について
  - 第七節　色の影様の性質
  - 第八節　これまで展開してきた理論とニュートン理論との関係
  - 第九節　網膜活動の分割されない残り
  - 第十節　白を色からつくること
  - 第十一節　網膜活動を連合して分割する三方式
  - 第十二節　眼のいくつかの損傷と異常状態について
  - 第十三節　網膜の質的分割をよびおこす外的刺激について
  - 第十四節　物理的色彩の発生にかんするゲーテ理論への補遺

## 日本語訳
- ショーペンハウアー全集１『根拠率の四つの根について』生松敬三訳　『視覚と色彩について』金森誠也訳　〈白水社〉、1972年